# STAT2
La protéine STAT2, pour Signal Transducer and Activator of Transcription 2 en anglais, est codée chez l'homme par le gène STAT2, situé sur le chromosome 12. Elle appartient à la famille des protéines STAT.
En réponses aux cytokines et aux facteurs de croissance, les protéines STAT sont phosphorylées par des kinases et forment des homodimères ou des hétérodimères qui sont transférées dans le noyau où elles agissent comme activateurs de transcription. En présence d'interférons, la protéine STAT2 forme un complexe avec les protéines STAT1 (en) et IRF9 (en), dans lequel elle agit comme transactivateur (en), mais elle ne peut se lier directement à l'ADN. L'activateur de transcription CREBBP (en) interagit spécifiquement avec la protéine STAT2, ce qui pourrait provoquer le blocage de la réponse aux IFN-α par les adénovirus.